# Maeandrogonaria undilineata
Maeandrogonaria undilineata là một loài bướm đêm trong họ Geometridae.